# Sturge-Weber-Syndrom
Das Sturge-Weber-Syndrom, auch unter den Synonymen Sturge-Weber-Krabbe-Syndrom, meningofaciale Angiomatose, encephalotrigeminale Angiomatose oder Angiomatosis encephalofacialis bekannt, ist eine angeborene fortschreitende Erkrankung aus der Gruppe der neurokutanen Phakomatosen. Es ist gekennzeichnet durch hohlräumige gutartige Gefäßtumoren (Angiome) im Gesichtsbereich, im Bereich der Meningen, im Bereich der ipsilateralen weichen Hirnhaut (Leptomeninx) und der Aderhaut des Auges (Choroidea); häufig mit nachfolgender Augensymptomatik.
Äußerlich erkennbar sind die Gefäßfehlbildungen in der Regel an einer kapillären vaskulären Malformation in Form eines meist einseitigen rötlich bis portweinfarbenen Naevus flammeus (Feuermal) im Gesicht betroffener Kinder, dieses umfasst immer das Augenlid.

## Geschichte
Das Syndrom wurde unter wissenschaftlichen Gesichtspunkten erstmals im Jahr 1879 von William A. Sturge (1850–1919) beschrieben. Er berichtete über ein junges Mädchen mit Naevus flammeus im Gesicht, am Hals und am Oberkörper, einer auf der gleichen Seite bestehenden Augenvergrößerung (Buphthalmus), epileptischen Anfällen und einer Halbseitenlähmung (Hemiparese). Frederick Parkes Weber (1863–1962) konnte im Jahr 1922 durch Röntgenuntersuchungen die intrakraniellen Kalzifizierungen (Verkalkungen innerhalb des Schädels) nachweisen.

## Häufigkeit und Ursache
Das Syndrom ist eher selten und tritt mit einer Häufigkeit von etwa 1:20.000 bis 1:50.000 bei Lebendgeborenen auf.
Als Ursache wurde eine somatische Mutation zytogenetisch festgestellt und schließlich mit DNA-Sequenzierung bestätigt. Bei 23 von 26 amerikanischen Patienten (88 %) zeigte sich in den untersuchten Biopsien eine somatische Mosaik-Mutation mit Austausch eines Basenpaares (Einzelnukleotid-Polymorphismus: c.548G→A, p.Arg183Gln auf Chromosom 9q21) im Gen GNAQ, das das Protein Gαq codiert, ein Protein der q-Klasse der G-Protein-α-Untereinheiten, das zur intrazellulären Signalweiterleitung von G-Protein-gekoppelten Rezeptoren auf weitere Effektorproteine dient. Das Arginin an Stelle 138 ist in allen zwanzig menschlichen G-Protein-α-Untereinheiten konserviert. Es liegt in der GTP-Bindungstasche und spielt in der GTP-Hydrolyse eine wichtige Rolle. Durch die Mutation wird die GTPase-Aktivität reduziert und es resultiert eine erhöhte GTP-Signalaktivität.
Dieselbe aktivierende somatische Mutation im GNAQ-Gen fand sich auch in 92 % der Hautbiopsien aus nicht-syndromalen Feuermalen. Und ähnliche GNAQ-Mutationen wurden auch bei blauen Naevi und beim Naevus Ota gefunden. Finden sich melanozytische Naevi an gleicher Stelle wie ein Feuermal, handelt es sich um eine Phakomatosis pigmento-vascularis, die ursprünglich in Assoziation mit dem Sturge-Weber-Syndrom beschrieben wurde.
Da es sich um eine somatische Mutation handelt, wurden auffällige familiäre Häufungen nicht beschrieben.

## Symptome
Bestimmt wird das klassische Bild des Syndroms durch Gefäßfehlbildungen der Haut und im Gehirn (Beteiligung von Choroidea und Meningen). Die Ausprägung der daraus resultierenden Symptomatik kann sehr unterschiedlich sein, ist aber in den meisten Fällen durch neurologische und ophthalmologische Merkmale gekennzeichnet; etwa 45 von 100 betroffenen Kindern bekommen epileptische Anfälle (Blitz-Nick-Salaam Anfälle) und Glaukome.
Die meisten Kinder sind deutlich entwicklungsverzögert. Die anatomischen Gefäßfehlbildungen zeigen sich meistens an Haut und Hirnhäuten durch einen Naevus flammeus im Gesichtsbereich der Stirn und Augenlider.
Durch die Veränderungen im Bereich der Hirnhäute kommt es häufig bereits im Verlauf des ersten Jahres nach der Geburt zu vergleichsweise schwer zu behandelnden epileptischen Anfällen (gehäuft beispielsweise West-Syndrom). Eine Hirnatrophie, einhergehend mit Entwicklungsverzögerungen bis hin zu kognitiver Behinderung infolge zerebraler Durchblutungsstörungen durch Verkalkung der Angiome kann vorkommen. Viele betroffene Menschen haben wiederholt migräneartige Kopfschmerzen.
Häufig kommt es schon im Kindesalter zu Halbseitenlähmungen des Körpers (Hemiparesen) mit der Gefahr der Unterentwicklung oder des verminderten Größenwachstums (Hypotrophie) betroffener Extremität(en).
Augenerkrankungen (z. B. Glaukom) können auftreten, ebenso neurologisch bedingte Gesichtsfeldausfälle.

## Diagnose
Die Angiome im Gesicht sind bereits bei der Geburt vorhanden und verändern ihre Größe proportional zum Wachstum des Kindes. Sie sind in der Regel leicht zu erkennen an ihrer rötlichen Färbung. Verblassen ist ebenso beschrieben wie eine Verfärbung in dunkelrot-violette Töne. Sie können sich auch strukturell von der Haut abheben.
Das Röntgenbild des Schädels zeigt eine girlandenförmige Doppelkonturierung der Gefäßkalzifizierungen in der Parietoccipitalregion. Im Computertomogramm sieht man den Gewebsschwund im Gehirn (Hirnatrophie). Zur Abklärung des Vorliegens von Gefäßfehlbildungen im Bereich der weichen Hirnhaut kann eine Kernspintomographie mit Kontrastmittel durchgeführt werden; gelegentlich zeigen sich entsprechende Veränderungen jedoch erst nach dem ersten Lebensjahr.
Das Vorliegen und wenn möglich bereits eine Klassifizierung einer Epilepsie erfolgt durch die Messung der elektrischen Aktivität im Gehirn durch ein EEG.
Augenärztliche Untersuchungen sind anzuraten, da behandlungsbedürftige Erkrankungen des Auges häufiger vorkommen. Beschrieben sind Glaukome, choroidale Hämangiome sowie Erweiterung und Schlängelung der Gefäße der Bindehaut (Konjunktiva), der Regenbogenhaut (Iris) und der Netzhaut (Retina). In der Regel ist eine Augensymptomatik an der Seite festzustellen, an der das Angiom im Gesicht besteht.

## Differentialdiagnostik
Differentialdiagnostisch kommen das Klippel-Trenaunay-Syndrom, das Ruvalcaba-Myhre-Smith-Syndrom und das Servelle-Martorell-Syndrom in Frage.

## Therapie
Verfahren zur ursächlich heilenden Behandlung des Sturge-Weber-Syndrom sind bislang nicht bekannt. Die Therapie besteht daher in der Behandlung der Symptome; beispielsweise regelmäßige Überprüfung der Augen (empfohlen wird mindestens eine Kontrolle pro Jahr).
Die mit Blick auf die Entwicklungsprognose des Kindes wichtigste therapeutische Intervention ist die Behandlung der Epilepsie: Je nach Ursprung der Krämpfe ist die medikamentöse Einstellung das Verfahren der Wahl oder ein epilepsiechirurgischer Eingriff kann vorgenommen werden.
Der gefärbte und kosmetisch als mehr oder weniger störend empfundene Naevus flammeus kann mit geringer Narbenbildung durch spezielle Laserverfahren in meist mehreren Sitzungen weitestgehend behandelt werden, wobei ein vollständiges Verschwinden in der Regel jedoch nicht erreicht wird. Je heller die Verfärbung ist, desto befriedigender sind die Therapieerfolge; daher sollte bereits im Kindesalter eine Behandlung in Erwägung gezogen werden, bevor es eventuell zu einer dunklen Tönung kommt. Gegebenenfalls sollte zur Vorbeugung psychischer Störungen aufgrund der psychischen Belastung durch das Gesichtsangiom psychotherapeutische Hilfe in Anspruch genommen werden.
Oft sind zur Unterstützung der körperlichen Entwicklung physiotherapeutische Maßnahmen (Krankengymnastik und Ergotherapie) notwendig.

## Prognose
Die Abschätzung der Prognose ist individuell vorzunehmen. Sie steht in Zusammenhang mit der Epilepsie, von der in hohem Maße die Schwere der neurologischen Ausfallerscheinungen und der kognitiven Entwicklungsmöglichkeiten abhängt. Die Spannbreite der Entwicklung (körperlich wie kognitiv) reicht von regelgerechter Entwicklung bis hin zur Schwerbehinderung des Kindes.